# Jennifer Love Hewitt
Jennifer Love Hewitt (Waco, Texas, 1979. február 21. –) amerikai színésznő, filmproducer és énekesnő.
Pályafutását gyermekszínészként és énekesként kezdte, amerikai televíziós reklámokban szerepelt, mielőtt csatlakozott volna a Disney Channel Kids Incorporated (1989–1991) című sorozatának stábjához. A szakmai áttörést hozó szerepe az Ötösfogat (1995–1999) című drámasorozatban volt. Ezt követően feltűnt a Tudom, mit tettél tavaly nyáron (1997), a Még mindig tudom, mit tettél tavaly nyáron (1998) és a Buli az élet (1998) című filmekben.
A 2001-es Szívtiprók című romantikus vígjátékban Sigourney Weaver, míg a 2002-es A Szmokinger című akció-vígjátékban Jackie Chan oldalán tűnt fel. 2005 és 2010 között a Szellemekkel suttogó című drámasorozat főszereplője volt, két alkalommal nyerve Szaturnusz-díjat. A 2010-es Ügyféllista című tévéfilm Golden Globe-jelölést hozott számára, két évvel később pedig az azonos című televíziós sorozatban kapott főszerepet. 2014-2015-ben a Gyilkos elmék című krimisorozat főszereplőjeként láthatták a nézők.

## Kezdeti karrier
Középső nevét, a Love-ot édesanyja volt kollégiumi szobatársa után kapta.
Miután szülei hat hónapos korában elváltak, édesanyja, Pat egyedül nevelte fel. Testvére Todd. Már egészen kis korában szeretett énekelni, és nagyon ügyesen táncolt. Mindössze hároméves volt, amikor először szerepelt show-műsorban. Ötévesen elkezdett dzsesszbalettozni, majd egy showcsapattal bejárta Európát, fellépett a Szovjetunióban is. 1988-ban (mindössze kilencévesen) csatlakozott a Texas Show Team nevű tánccsoporthoz. Ezután édesanyjával Los Angelesbe költözött. 1989-1991 között rendszeresen szerepelt a Kids Incorporated című sorozatban a Disney-csatornán, ekkor már reklámokban is feltűnt. Közben intenzíven énekelni tanult.
Tizenegy évesen állt először kamera elé, az L.A. Gear nevű sportszergyártó cég reklámjaiban. 16 éves korában az Ötösfogat című sorozat állandó szereplője lett. 1996-ban Leonardo DiCaprio partnereként eljátszhatta volna Júlia szerepét a Rómeó és Júliában, de a rendező nem találta elég modernnek ezért Claire Danes kapta meg a szerepet. Meghallgatták a Bűbájos boszorkák Prue Halliwell szerepére, és a Shop-show Tricia Jones szerepére is. Eddigi legnagyobb sikerét a 90-es években népszerű tinihorror műfaj egyik legismertebb darabja, a Tudom, mit tettél tavaly nyáron című filmben és a folytatásában aratta, melyben eredetileg Helen szerepét kellett volna játszania, de végül megkapta a főszerepet, Julie-ét. A Szellemekkel suttogó című sorozatban hasonlóan misztikus légkörben játszott. Komoly kihívás volt volt számára 21 évesen az Az angyali Audrey Hepburn című tévéfilm, melyben az 50-es 60-as évek nagy sztárját kellett megformálnia. Amikor kiderült, hogy őt választották a szerepre a kritikusok nem tetszésüket fejezték ki, ezért Jennifer kis híján visszamondta a felkérést.[forrás?] Végül a kedvezőtlen előjelek ellenére, elvállalta a szerepet. 2004-ben a Garfield női főszerepét játszotta. Alakítását a gyenge produkciókért járó Arany Málna díjra jelölték. Szerepelt Enrique Iglesias Hero című videóklipjében, ahol Enrique barátnőjét alakította.

### Zenészként
1992-ben Japánban kiadták első albumát Love Songs címmel, ami nagy sikert aratott. Azóta még három albuma jelent meg: a Let's Go Bang 1995-ben, a Jennifer Love Hewitt 1996-ban és a BareNaked 2002-ben.

## Magánélet
1999-től 2001-ig Rich Croninnel járt. Két évig éltek együtt, majd 2007 novemberében Ross McCall színész jegyezte el – már esküvőt és közös házvásárlást is terveztek, de 2008 decemberében szakítottak. Love Hevitt ekkor határozta el, hogy a randizásról fog könyvet írni. 
Később új társra talált Jamie Kennedy személyében, akivel a Szellemekkel suttogóban játszott együtt. 2012 márciusában randevúzni kezdett Brian Hallisayjel, akivel házaspárt alakítanak az Ügyféllista (televíziós sorozat) epizódjaiban. 2013 júniusában bejelentették, hogy eljegyezték egymást és első gyermeküket várják. 2013 novemberében hozták nyilvánosságra, hogy november 26-án megszületett a kislányuk, Autumn James, és hogy még a baba érkezése előtt titokban összeházasodtak. 2015. június 24-én Jennifer életet adott egy kisfiúnak is, aki az Atticus James nevet kapta.

## Filmográfia

### Film
| Év   | Magyar cím                                     | Eredeti cím                                | Szerep                 | Magyar hang     |
| ---- | ---------------------------------------------- | ------------------------------------------ | ---------------------- | --------------- |
| 1992 | Repülő pizzák                                  | Munchie                                    | Andrea Kurtz           |                 |
| 1993 |                                                | Little Miss Millions                       | Heather Lofton         |                 |
| 1993 | Apáca show 2. – Újra virul a fityula           | Sister Act 2: Back in the Habit            | Margaret               | Vadász Bea      |
| 1996 | Lakat alatt                                    | House Arrest                               | Brooke Figler          | Szénási Kata    |
| 1997 | Óvszerháború                                   | Trojan War                                 | Leah Jones             | Gubás Gabi      |
| 1997 | Tudom, mit tettél tavaly nyáron                | I Know What You Did Last Summer            | Julie James            | Szénási Kata    |
| 1998 | Buli az élet                                   | Can't Hardly Wait                          | Amanda Beckett         | Szénási Kata    |
| 1998 | Hogy is mondjam el neked?                      | Telling You                                | Deb Freidman           |                 |
| 1998 |                                                | Zoomates (rövidfilm)                       | Helen (hangja)         |                 |
| 1998 | Még mindig tudom, mit tettél tavaly nyáron     | I Still Know What You Did Last Summer      | Julie James            | Szénási Kata    |
| 1999 | A bamba banda                                  | The Suburbans                              | Cate                   | Kökényessy Ági  |
| 2001 | Szívtiprók                                     | Heartbreakers                              | Page Conners           | Solecki Janka   |
| 2002 | A Notre Dame-i toronyőr 2. – A harang rejtélye | The Hunchback of Notre Dame II             | Madellaine (hangja)    | Zsigmond Tamara |
| 2002 | Hüvelyk Matyi és Hüvelyk Panna kalandjai       | The Adventures of Tom Thumb and Thumbelina | Hüvelyk Panna (hangja) | Bognár Anna     |
| 2002 | A Szmokinger                                   | The Tuxedo                                 | Del Blaine             | Solecki Janka   |
| 2003 | Ördögi út a boldogsághoz                       | Shortcut to Happiness                      | Ördög                  | Huszárik Kata   |
| 2004 | Bárcsak                                        | If Only                                    | Samantha Andrews       | Huszárik Kata   |
| 2004 | Garfield                                       | Garfield: The Movie                        | Liz Wilson             | Györgyi Anna    |
| 2005 | Játszik még a szív                             | The Truth About Love                       | Alice Holbrook         | Mezei Kitty     |
| 2006 | Garfield 2.                                    | Garfield: A Tail of Two Kitties            | Liz Wilson             | Györgyi Anna    |
| 2008 | Trópusi vihar                                  | Tropic Thunder                             | önmaga                 |                 |
| 2008 | Delgo                                          | Delgo                                      | Kyla hercegnő (hangja) |                 |
| 2010 |                                                | Café                                       | Claire                 |                 |
| 2012 |                                                | Jewtopia                                   | Alison Marks           |                 |
| 2021 | Kutyaösszeesküvés                              | Pups Alone                                 | Gidget (hangja)        |                 |
| 2022 |                                                | Betty White: A Celebration                 | önmaga                 |                 |
| 2025 | Tudom, mit tettél tavaly nyáron                | I Know What You Did Last Summer            | Julie James            | Major Melinda   |

### Televízió
| Év        | Magyar cím                               | Eredeti cím                                 | Szerep                       | Megjegyzések                                                       |
| --------- | ---------------------------------------- | ------------------------------------------- | ---------------------------- | ------------------------------------------------------------------ |
| 1989–1991 |                                          | Kids Incorporated                           | Robin                        | főszereplő (6-7. évad)                                             |
| 1992      |                                          | Dance! Workout with Barbie                  | táncos                       |                                                                    |
| 1992      |                                          | Shaky Ground                                | Bernadette Moody             | főszereplő (17 epizód)                                             |
| 1994      |                                          | The Byrds of Paradise                       | Franny Byrd                  | főszereplő (12 epizód)                                             |
| 1994      | McKenna                                  | McKenna                                     | Cassidy McKenna              | - visszatérő szereplő (4 epizód) - magyar hangja: - Szénási Kata   |
| 1995–1999 | Ötösfogat                                | Party of Five                               | Sarah Reeves Merrin          | főszereplő (100 epizód)                                            |
| 1998      | A kis gézengúz                           | Boy Meets World                             | Jennifer Love Fefferman      | 1 epizód                                                           |
| 1998      | Saturday Night Live                      | Saturday Night Live                         | meghívott házigazda          | 1 epizód                                                           |
| 1999      | Herkules                                 | Hercules                                    | Medusza (hangja)             | 1 epizód                                                           |
| 1999      |                                          | Time of Your Life                           | Sarah Reeves Merrin          | - főszereplő (20 epizód) - producer                                |
| 2000      | Az angyali Audrey Hepburn                | The Audrey Hepburn Story                    | Audrey Hepburn               | - tévéfilm - vezető koproducer                                     |
| 2001      | Szeleburdi víkendezők                    | The Weekenders                              | önmaga (hangja)              | 1 epizód                                                           |
| 2002      | Sok hűhó                                 | All That                                    | önmaga                       | 1 epizód                                                           |
| 2002      | Family Guy                               | Family Guy                                  | önmaga (hangja)              | 1 epizód                                                           |
| 2002      |                                          | Groove Squad                                | Chrissy (hangja)             | 1 epizód                                                           |
| 2004      |                                          | American Dreams                             | Nancy Sinatra                | 2 epizód                                                           |
| 2004      |                                          | In the Game                                 | Riley Reed                   | eladatlan próbaepizód                                              |
| 2004      | Karácsonyi ének – A musical              | A Christmas Carol                           | Emily                        | tévéfilm                                                           |
| 2005      |                                          | Confessions of a Sociopathic Social Climber | Katya Livingston             | tévéfilm                                                           |
| 2005–2010 | Szellemekkel suttogó                     | Ghost Whisperer                             | Melinda Gordon               | - főszereplő (107 epizód) - (vezető) producer - rendező (3 epizód) |
| 2009      |                                          | Yes, Virginia                               | Mrs. Laura O'Hanlon (hangja) | televíziós rövidfilm                                               |
| 2010      | Ügyféllista                              | The Client List                             | Samantha "Sam" Horton        | - tévéfilm - vezető producer - magyar hangja: - Mezei Kitty        |
| 2010      | Esküdt ellenségek: Különleges ügyosztály | Law & Order: Special Victims Unit           | Vicki Sayers                 | 1 epizód                                                           |
| 2011      | Különleges Valentin-nap                  | The Lost Valentine                          | Susan Allison                | - tévéfilm - vezető producer - magyar hangja: - Solecki Janka      |
| 2011      | Zűrös szerelmek                          | Love Bites                                  | önmaga                       | 1 epizód                                                           |
| 2011      |                                          | Vietnam in HD                               | Anne Purcell (hangja)        | minisorozat                                                        |
| 2011–2014 | Vérmes négyes                            | Hot in Cleveland                            | Emmy Chase                   | 3 epizód                                                           |
| 2012      | RuPaul – Drag Queen leszek!              | RuPaul's Drag Race                          | vendég zsűritag              | 1 epizód                                                           |
| 2012–2013 | Ügyféllista                              | The Client List                             | Riley Parks                  | - főszereplő (25 epizód) - vezető producer - rendező (3 epizód)    |
| 2014–2015 | Gyilkos elmék                            | Criminal Minds                              | Kate Callahan                | főszereplő (23 epizód)                                             |
| 2018–     | 911 L.A.                                 | 9-1-1                                       | Maddie Buckley Kendall       | főszereplő                                                         |

## Diszkográfia
| Év   | Cím                                    |
| ---- | -------------------------------------- |
| 1992 | Love Songs                             |
| 1995 | Let's Go Bang                          |
| 1996 | Jennifer Love Hewitt                   |
| 2002 | BareNaked                              |
| 2006 | Cool with You: The Platinum Collection |
| 2007 | Hey Everybody                          |